# Das hässliche Universum
Das hässliche Universum: Warum unsere Suche nach Schönheit die Physik in die Sackgasse führt ist ein im Jahr 2018 auf Deutsch erschienenes populärwissenschaftliches Sachbuch der Physikerin Sabine Hossenfelder. Es erschien im englischen Original ebenfalls 2018 unter dem Titel Lost in Math: How Beauty Leads Physics Astray und beschäftigt sich kritisch mit der Rolle von ästhetischen Kriterien wie mathematischer Eleganz oder „Schönheit“ bei der Entwicklung moderner physikalischer Theorien. Hossenfelder hinterfragt in dem Werk den Einfluss solcher Konzepte auf die Grundlagenforschung in der Physik und plädiert für eine stärkere empirische Ausrichtung der Disziplin.

## Motivation

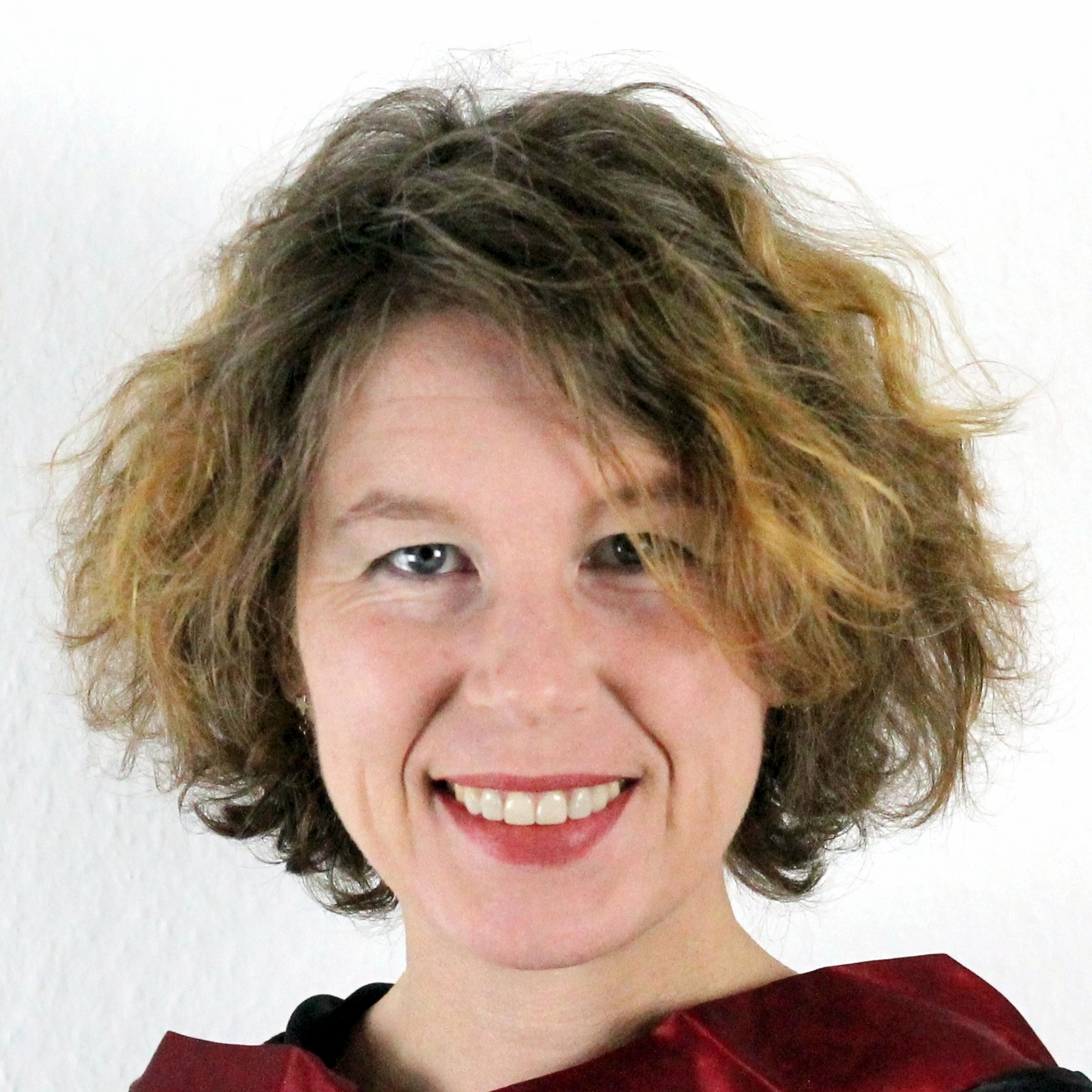
Sabine Hossenfelder (2017)

Sabine Hossenfelder beschreibt die Entstehung von Lost in Math als persönliche und berufliche Herausforderung. Die Entscheidung, ein populärwissenschaftliches Buch zu schreiben, stieß im Vorfeld auf Skepsis bei Kolleginnen und Kollegen. Vor allem wurde sie gewarnt, ein solches Projekt könne ihrer wissenschaftlichen Laufbahn schaden, da es zeitintensiv sei und keinen unmittelbaren Beitrag zur akademischen Karriere leiste.
Sie betrachtet das Buch im Rückblick als wichtigen Schritt in ihrer persönlichen Entwicklung, unabhängig davon, wie es letztlich aufgenommen werde. Hossenfelder hält öffentliche Kritik für notwendig, da interne Hinweise auf Missstände in der theoretischen Physik ihrer Ansicht nach wirkungslos blieben. Sie vermutet, dass ohne externen Druck kaum ein Umdenken stattfindet und zeigt sich unsicher, wie ihre Kritik von Physikern außerhalb der theoretischen Teilchenphysik aufgenommen wird. Sie geht davon aus, dass Themen wie Multiversen, neue Teilchen oder Dunkle Energie in den Medien große Aufmerksamkeit erhalten, obwohl ihre wissenschaftliche Relevanz umstritten sei. Dies stoße bei Forschern in weniger beachteten Bereichen mitunter auf Unmut. Daraus ergibt sich aus ihrer Sicht zumindest die Möglichkeit, dass ihre Einwände dort auf Verständnis stoßen könnten. Ziel der Veröffentlichung war es, auf strukturelle Probleme in der gegenwärtigen Organisation wissenschaftlicher Forschung aufmerksam zu machen. Nicht die öffentliche Thematisierung dieser Missstände untergrabe das Vertrauen in die Wissenschaft, sondern die Weigerung, sich mit diesen Problemen auseinanderzusetzen.

## Inhalt
In ihrem Werk kritisiert Hossenfelder die gegenwärtige Entwicklung der theoretischen Physik, insbesondere die zunehmende Orientierung an ästhetischen Kriterien wie Einfachheit, Natürlichkeit und Eleganz – und das bei gleichzeitigem Mangel an neuen experimentellen Daten. In zehn Kapiteln erläutert sie, wie diese Entwicklung nach ihrer Auffassung die wissenschaftliche Methode untergräbt und den Fortschritt in der Grundlagenforschung behindert.
Physikerinnen und Physiker arbeiten zwar intensiv mit Mathematik, doch für die Entwicklung und Bewertung physikalischer Theorien sind experimentelle Daten unerlässlich. In verschiedenen Teilbereichen der Physik, etwa der Teilchenphysik, gebe es laut Hossenfelder seit Jahrzehnten kaum neue empirische Erkenntnisse. Als Ersatz griffen viele Theoretiker auf ästhetische Maßstäbe zurück. Diese Praxis könne zwar auf Erfahrung beruhen, sei jedoch letztlich subjektiv und kein wissenschaftliches Kriterium. Besonders hervorgehoben wird die Verwendung des Konzepts der „Natürlichkeit“, das physikalische Konstanten mit Werten nahe Eins bevorzugt. Diese Vorstellung habe beispielsweise zur Hypothese eines Multiversums geführt, das jedoch weder notwendig sei, um Beobachtungen zu erklären, noch allgemein als „schön“ empfunden werde.
Auch die Quantenmechanik werde häufig als „nicht intuitiv“ oder „hässlich“ kritisiert, obwohl sie empirisch gut belegt sei. Hossenfelder betont, dass Intuition kein statisches Kriterium darstelle, sondern durch Erfahrung geformt werde. In der aktuellen Grundlagenforschung sei zudem oft unklar, welches Problem überhaupt gelöst werden soll.
Ein weiteres Thema ist die Suche nach einer Vereinheitlichung der drei bekannten Wechselwirkungen – Elektromagnetismus, schwache und starke Kernkraft. Obwohl viele derartige Ansätze mit experimentellen Daten in Konflikt geraten sind, bleibt die Idee einer „großen vereinheitlichten Theorie“ populär. Auf Schönheit zu bauen helfe aber nicht, falls neue Gesetze auf ungewohnte Weise „schön“ sind. Hossenfelder sieht in der akademischen Struktur ein weiteres Problem: Die Organisation des Wissenschaftsbetriebs fördert die Orientierung an etablierten Forschungsprogrammen während Kritik am eigenen Forschungsbereich unerwünscht sei. Dies könne dazu führen, dass Forschende sich auf Fragestellungen konzentrieren, die schneller zu publizierbaren Ergebnissen führen, und somit möglicherweise an relevanten Themen vorbeiforschen. Hossenfelder befürchtet auch, dass sich die Physik in eine Sackgasse manövrieren könnte, wenn Theoretiker dazu tendieren, schwer lösbare Fragen zu ignorieren und sich stattdessen auf formal leichter handhabbare Probleme konzentrieren.
Sie unterstreicht die Bedeutung mathematischer Präzision, warnt aber zugleich vor deren potenzieller Irreführung. Mathematik könne zwar nicht lügen, aber dennoch in die Irre führen, wenn sie mit falschen Annahmen kombiniert wird. Die Konflikte zwischen bestehenden Theorien, wie etwa zwischen der speziellen Relativitätstheorie und der Quantenmechanik, hätten in der Vergangenheit zu neuen Entwicklungen geführt – doch aktuell dominierten nicht Widersprüche, sondern ästhetische Vorlieben die Theoriebildung.
Hossenfelder plädiert dafür, intuitive Annahmen explizit zu benennen und kritisch zu prüfen. Sie schildert Beispiele aus der jüngeren Forschungsgeschichte, etwa die zwischenzeitlich diskutierte „Diphoton-Resonanz“ am Large Hadron Collider, die trotz späterer Aufklärung als statistische Fluktuation eine wahre Flut an Fachveröffentlichungen auslöste oder die Suche nach WIMPs, die bislang erfolglos geblieben ist. Trotz der Veröffentlichung umfangreicher neuer Daten durch den LHC gebe es auch weiterhin keine Hinweise auf Physik jenseits des Standardmodells. Vielversprechend erscheint ihr die zukünftige Auswertung noch nicht analysierter Daten sowie neue Projekte wie das g-2-Experiment oder das Square Kilometre Array.
Zum Abschluss kritisiert sie, dass theoretische Physiker an überkommenen Schönheitsidealen festhalten. Kognitive Verzerrungen und soziale Vorurteile könnten die Selbstkorrektur der Wissenschaft behindern. Auch wenn Vorurteile und Verzerrungen nicht vollständig abgelegt werden können, sei es doch möglich, sich ihrer bewusst zu werden und ihren Einfluss zu begrenzen. Zudem könne ein verstärkter Austausch mit Philosophen helfen zu bestimmen, welche Fragen zu stellen sich lohnt. Hossenfelder zeigt sich trotz allem überzeugt, dass der nächste große Fortschritt in der Physik im 21. Jahrhundert bevorsteht.

## Rezeption
Der Physiker Frank Wilczek beschreibt Lost in Math als ein „ungewöhnliches Buch“: persönlich gefärbt und gleichzeitig intellektuell anspruchsvoll. Obwohl er der Autorin inhaltlich teils widerspricht, empfiehlt Wilczek das Buch als lesenswerte Mischung aus intellektueller Autobiografie und zugänglicher Darstellung aktueller physikalischer Debatten. Hossenfelders zentrale These, die moderne theoretische Physik lasse sich zu stark von ästhetischen Kriterien leiten, hält er für problematisch. Zwar räumt er ein, dass viele Theorien bislang nicht experimentell bestätigt wurden, betont jedoch, dass sie keineswegs als gescheitert gelten und weiterhin aktiv erforscht würden. Auch hebt er Fortschritte etwa in der Kosmologie hervor. Die Kritik an „Schönheit“ als wissenschaftlichem Maßstab hält er für missverständlich: Symmetrie und Einfachheit seien bewährte heuristische Prinzipien. Der eigentliche Kern von Hossenfelders Kritik liege aus seiner Sicht eher in einer selbstzufriedenen Haltung innerhalb der Forschungsgemeinschaft, etwa in „postempirischen“ Ansätzen, die auf experimentelle Überprüfbarkeit verzichten – eine Entwicklung, die auch Wilczek ablehnt.
Jeremy Butterfield, Philosoph an der Universität Cambridge, lobt den Stil des Buches als unprätentiös und humorvoll und sieht eine gelungene Verbindung aus populärwissenschaftlicher Darstellung und persönlichem Erfahrungsbericht. Besonders positiv bewertet er die Interviews mit bekannten Physikern wie Nima Arkani-Hamed, George F. R. Ellis, Gordon Kane, Garrett Lisi, Keith Olive, Joe Polchinski, Steven Weinberg und Frank Wilczek. Butterfield stimmt Hossenfelders grundsätzlicher Kritik teilweise zu, insbesondere wenn es um die Dominanz weniger Forschungsprogramme und die mangelnde methodologische Vielfalt geht. Allerdings äußert er auch zentrale Einwände. Die Ablehnung von Forschungsansätzen wie Supersymmetrie, Natürlichkeit oder Multiversum hält er für zu pauschal und die Kritik an der Rolle ästhetischer Kriterien wie „Schönheit“ oder „Eleganz“ sieht er als überzeichnet. Butterfield führt aus, dass das derzeitige Fehlen neuer experimenteller Daten in der Teilchenphysik eine natürliche Folge früherer Erfolge sei und nicht unbedingt ein Zeichen für methodische Fehlentwicklungen. Hossenfelder leistet nach Ansicht des Rezensenten dennoch einen wertvollen Beitrag – nicht nur für die Physik, sondern für die Wissenschaft insgesamt. Ihre Hinweise versteht er als wichtige Mahnungen und kluge Empfehlungen, denen Aufmerksamkeit geschenkt werden sollte.
Der Informatiker Moshe Y. Vardi zieht eine Parallele zwischen Hossenfelders Kritik an der theoretischen Physik und Paul Krugmans Diagnose zur Lage der Ökonomie nach der Weltfinanzkrise 2008. Krugman hatte in seinem Aufsatz How Did Economists Get It So Wrong? beklagt, dass viele Ökonomen mathematische Eleganz mit Wahrheit verwechselt hätten. Vardi nimmt Hossenfelders Argumente zum Anlass, auch die theoretische Informatik – insbesondere die Komplexitätstheorie – kritisch zu hinterfragen.
Die Physikerin Djuna Lize Croon lobt, dass Hossenfelder zahlreiche führende Physiker zitiert und interviewt, merkt aber kritisch an, dass deren Aussagen stark durch Hossenfelders eigene Lesart gefärbt seien. Ein akademischer Dialog wäre aus Croons Sicht passender gewesen, da die Entscheidung, das Buch für ein Laienpublikum zu verfassen, die Tiefe der Darstellung einschränke. Bei den meisten Lesern habe dies nur ein oberflächliches Verständnis der diskutierten Argumente zur Folge. Begriffe wie „Natürlichkeit“ oder „Eleganz“ würden zusammengefasst und verkürzt als „Schönheit“ behandelt, was zu begrifflicher Unschärfe führe. Croon bemängelt zudem, dass das Buch trotz seiner Kritik keine klare Perspektive aufzeige. Die angedeutete Öffnung zur Philosophie bleibe zu vage.

## Erstausgaben
- Sabine Hossenfelder: Lost in Math: How Beauty Leads Physics Astray. Basic Books, New York 2018, ISBN 978-0-465-09425-7.
- Sabine Hossenfelder: Das hässliche Universum: Warum unsere Suche nach Schönheit die Physik in die Sackgasse führt. S. Fischer, Frankfurt am Main 2018, ISBN 978-3-10-397246-7 (Übersetzt von Gabriele Gockel und Sonja Schuhmacher).